# Вівсянка чорноголова
Вівся́нка чорноголо́ва (Emberiza melanocephala) — птах родини вівсянкових (Emberizidae). Один з 37-ми видів роду; один з 16-ти видів роду у фауні України. В Україні гніздовий перелітний вид.

## Опис

### Морфологічні ознаки

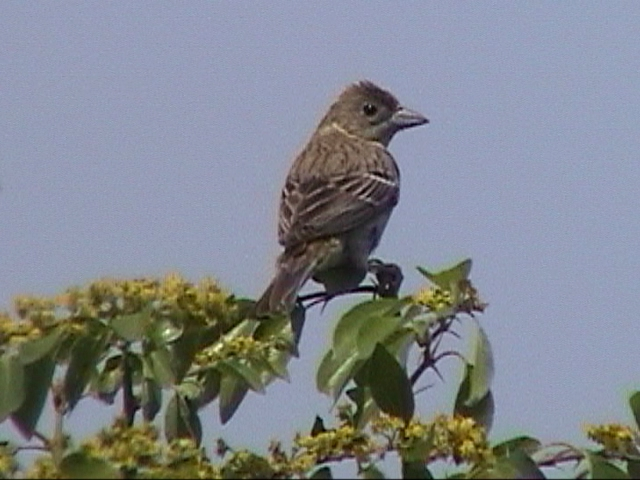
Самка

Вівсянка чорноголова розміром приблизно з горобця. Довжина тіла — близько 17 см, маса тіла  25-33 г. Самці у шлюбному вбранні добре відрізняються від інших вівсянок яскравим контрастним забарвленням: голова чорна; задня частина шиї, спина, малі покривні пера верху крил, поперек і надхвістя каштаново-руді, нерідко на надхвісті жовтий відтінок; більша частина покривних пер крил, а також махові і стернові пера темно-бурі, зі світлою облямівкою; горло, смуги на боках шиї, воло і решта нижньої частини тулуба яскраво-жовті; дзьоб сірий, ноги бурі. У позашлюбному вбранні у самця чорні пера голови з сірувато-вохристою облямівкою. Доросла самка зверху бурувато-сіра, на спині рудий відтінок і темні плями, поперек і надхвістя жовтуваті або рудуваті; низ жовтуватий. Молодий птах подібний до дорослої самки, але в оперенні переважає вохристий відтінок; на боках вола і боках тулуба невелика кількість темних рисок.

### Голос
Пісня — мелодійне «ті-ті-тіу-тіу-ті», поклик — різке «тсіт» або «п'юп».

## Ареал виду та його поширення в Україні
Гніздовий ареал охоплює південну Європу, країни Закавказзя, Близького Сходу та Аравійського півострова. До 1950 рр. область гніздування в Україні простягалася вузькою смугою від південно-східних кордонів Луганської та Донецької областей вздовж Північного Приазов'я на заході до «Асканії-Нова». Спорадично гніздився на південному сході Керченського півострова. Сучасний ареал в Криму охоплює весь Керченський півострів. Спостерігається подальша тенденція просування виду в передгір'я Криму. Окремі пари та територіальні самці відмічені на узбережжі Молочного лиману, на півночі Арабатської стрілки, в околицях м. Таврійська (Херсонська область) та в Степовому Криму.

## Чисельність і причини її зміни
У Європі гніздиться 2800−9300 тис. пар, що становить 50-74 % світової популяції. В 1970–1990 рр. в Європі спостерігалося значне скорочення чисельності виду. В Україні, до середини 1970 рр. чисельність на Керченському півострові сягала, можливо, декількох десятків пар, а на початку XXI ст. — 150—200 пар. У Північному Приазов'ї чисельність різко скоротилась до 50-200 пар. У Луганській області до початку 1990-х рр. нараховувалось близько 20 пар, нині гніздяться поодинокі пари. Розширенню ареалу та зростанню чисельності виду в Криму сприяє погіршення культури землеробства та зменшення масштабів тваринництва. У Північному Приазов'ї скорочення чисельності в 1980-1990 рр. пов'язане з розвитком сільського господарства та будівництвом пансіонатів, що призвело до знищення природних біотопів.

## Особливості біології

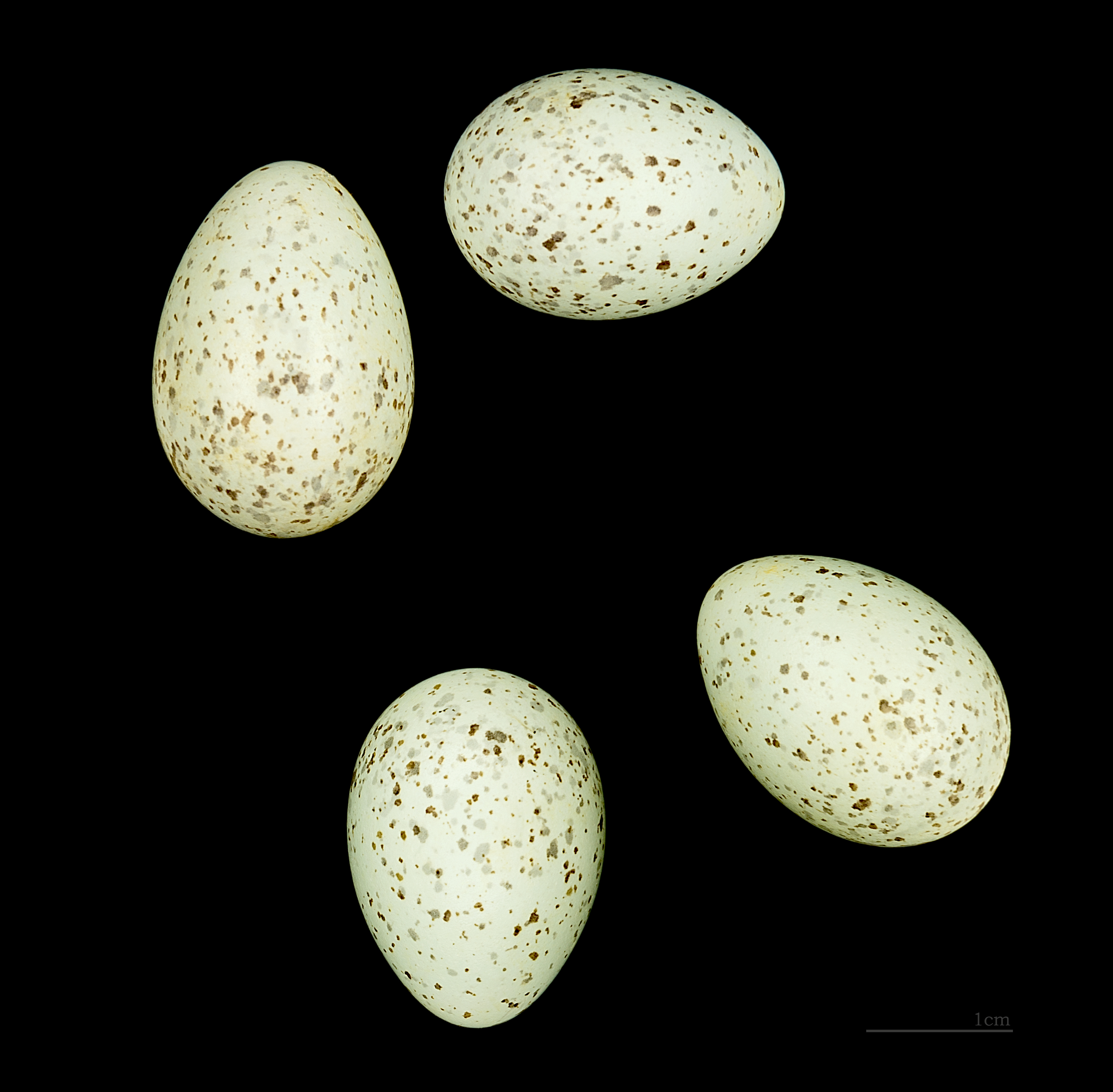
Яйця вівсянки чорноголової

Перелітний птах. Трапляється у відкритих сухих степах, на зсувних схилах морських берегів. Тримається серед високої рудеральної рослинності, молодих полезахисних лісосмугах та чагарниках. У місцях гніздування з'являються в квіті—травні. Гнізда, на відміну від інших вівсянок, розташовуються не на землі, а в кущах та заростях трав'яних рослин. У кладці 2-7, частіше 4-5 яєць. Колір яєць значно варіює: від біло-блакитного, іноді з зеленуватим відтінком, до майже білого або синього кольору, по якому нерідко розкидані сірувато-фіолетові плями, особливо на тупому кінці. Насиджує самка протягом 14-16 днів. Пташенята залишають гніздо у віці приблизно 12 діб. Відліт відбувається у липні—серпні. Живиться зерном культурних рослин, насінням бур'янів та комахами.

## Охорона
Перебуває під охороною Бернської конвенції (Додаток ІІ). Занесено до Червоної книги України (1994, 2009) (статус — рідкісний). В Україні охороняється в Луганському та Опукському природному заповіднику, РЛП «Меотида». З метою ефективнішої охорони необхідно запобігати знищенню природних біоценозів, придатних для гніздування виду.